# Myrmecina nipponica
Myrmecina nipponica is een mierensoort uit de onderfamilie van de Myrmicinae. De wetenschappelijke naam van de soort is voor het eerst geldig gepubliceerd in 1906 door Wheeler, W.M..